# Arcidiecéze auchská
Arcidiecéze auchská (lat. Archidioecesis Auxitana, franc. Archidiocèse d'Auch) je francouzská římskokatolická arcidiecéze. Leží na území departementu Gers, jehož hranice přesně kopíruje. Oficiální název arcidiocéze je v současné době (od 29. června 1908) Auch-Condom-Lectoure-Lombez (lat. Archidioecesis Auxitana-Condomiensis-Lectoriensis-Lomberiensis, franc. Archidiocèse d'Auch-Condom-Lectoure-Lombez). Od 8. prosince 2002 je arcidiecéze Auch sufragánem toulouské arcidiecéze.
Sídlo arcibiskupství se nachází v Auch. Současným arcibiskupem je od roku 2004 Maurice Gardès.

## Historie
Diecéze Auch byla založena v 6. století. V roce 879 byla povýšena na arcidiecézi; 29. listopadu 1801 byla zrušena a její území bylo včleněno do Diecéze Agen. Papež Pius VII. 6. října 1822 obnovil arcidiecézi zpět. Dne 29. června 1908 byla k arcidiecézi přičleněna území diecézí Condom, Lectoure, Lombez, díky čemuž došlo ke změně názvu arcidiecéze.
Dne 8. prosince 2002 byl arcidiecézi odebrán statut metropolitní arcidiecéze (nebyl však odebrán titul arcidiecéze), a stala se sugrafánní arcidiecézí toulouské metropolitní arcidiecéze (arcibiskup z Auch není metropolitou).

## Biskupové a arcibiskupové

### Cca 400 až 1200
- Orientius (kolem 439)[1]
- Nicetius (kolem 506–511)[2]
- Proculeianus (kolem 533–551)[3]
- Faustus (kolem 585)[4]
- Saius (kolem 585)[5]
- Dracoaldus (před 616)
- Audericus (kolem 627)
- Leutadas (kolem 673–675)
- ? Leotadus (770–796)
- Izimbardus (před 836)
- Airardus (kolem 879)
- Odilus
- Bernardus
- Hidulfus
- Seguinus
- Adulfus
- Garsias (kolem 980)
- Odo (kolem 988 – cca 1020)
- Garsias de la Barthe (kolem 1030 – ?)
- Raimundus de Copa
- Austendus (1050/1055–1068)
- Guillaume de Montaut (1068 – 17. dubna 1096)
- Raimundus de Pardiac (1096–1118)
- Bernard de Sainte-Christine
- Guillaume Dandozile
- Gerard de la Bothe (1173–1192)

### 1200 až 1500
- Bernardus (kolem 1201)
- Garsias de l'Ort (l'Hort) (kolem 1215–1226)
- Amanevus de Grisinhac (kolem 1226–1241)
- Hispanus de Massanc (21. prosince 1244 – cca 1261)
- Amanevus (1262 – 11. května 1318)

Sede vacante (1318–1323)
- Guillaume de Flavacourt (26. srpna 1323 – 18. ledna 1357)
- Arnaud Aubert (18. ledna 1357 – 11. června 1371)
- Jean Roger (27. července 1371 – 27. srpna 1375)
- Philippe d'Alençon (1375–1379) (administrátor)
- Jean de Cardaillac (24. ledna – 20. května 1379) (administrátor)
- Jean Flandrin (20. května 1379 – 1390)
- Jean d'Armagnac (17. října 1390 – 8. října 1408)
- Berengarius Guilhot (10. prosince 1408 – 14. února 1425)
- Philippe de Levis (14. února 1425 – 1454)
- Philippe de Levis (29. března 1454 – 24. března 1463)
- Jean de Lascur (14. března 1463 – 28. srpna 1483)
- François de Savoie (20. října 1483 – 6. října 1490)
- Jean de la Tremouille (5. listopadu 1490 – 1507)

### 1500 až 1800
- Kardinál François Guillaume de Clermont (4. července 1507 – 1538)
- Kardinál François de Tournon (14. června 1538 – 1551)
- Kardinál Ippolito d'Este (22. dubna 1551 – 1563) (administrátor)
- Kardinál Luigi d'Este (8. října 1563 – 30. prosince 1586)
- Henri de Savoie (arcibiskup-jmenovaný)
- Léonard de Trapes (3. listopadu 1597 – 29. října 1629)
- Dominique de Vic (27. ledna 1625 – 21. prosince 1660)
- Henri de la Mothe-Houdancourt (1662 – 24. února 1684)

Sede vacante (1684–1693)
- Armand-Anne-Tristan de la Baume de Suze (1693 – 4. března 1705)
- Augustin de Maupeou (1705 – 12. června 1712)
- Jacques Desmaretz (26. února 1714 – 25. listopadu 1725)
- Melchior de Polignac (prosinec 1725 – 20. listopadu 1741)
- Jean-François de Montillet de Grenaud (9. července 1742 – 7. února 1776)
- Claude-Marc-Antoine d'Apchon (20. května 1776 – 21. května 1783)
- Louis-Apolinaire de La Tour du Pin-Montauban (18. července 1783 – 24. října 1801)
- Paul-Benoît Barthe (1791–1801) (konstituční biskup; schizmatický)

### Po restauraci
- André-Etienne-Antoine de Morlhon (13. ledna 1823 – 14. ledna 1828)
- Louis-François-Auguste de Rohan-Chabot (27. dubna – 6. července 1828)
- Joachim-Jean-Xavier d'Isoard (jmenován 6. července 1828 – 13. června 1839)
- Nicolas-Augustin de la Croix d'Azolette (4. prosince 1839 – leden 1856)
- Louis-Antoine de Salinis (12. února 1856 – 30. ledna 1861)
- François-Augustin Delamare (20. února 1861 – 26. července 1871)
- Pierre-Henri Gérault de Langalerie (30. září 1871 – 13. února 1886)
- Louis-Joseph-Jean-Baptiste-Léon Gouzot (16. dubna 1887 – 20. srpna 1895)
- Matthieu-Victor-Félicien Balaïn, O.M.I. (30. května 1896 – 13. května 1905)
- Emile-Christophe Enard (21. února 1906 – 13. března 1907)[6]
- Joseph-François-Ernest Ricard (jmenován 15. dubna 1907 – odešel 18. září 1934)[7]
- Virgile-Joseph Béguin (jmenován 24. prosince 1934 – zemřel 2. března 1955)
- Henri Audrain (nastoupil 2. března 1955 – rezignoval 16. dubna 1968)
- Maurice-Mathieu-Louis Rigaud (jmenován 16. dubna 1968 – zemřel 29. prosince 1984)
- Gabriel Vanel (jmenován 21. června 1985 – rezignoval 1. března 1996)
- Maurice Lucien Fréchard, C.S.Sp. (jmenován 6. září 1996 – odešel 21. prosince 2004)
- Maurice Marcel Gardès (jmenován 21. prosince 2004 – odešel 22. října 2020)
- Bertrand Lacombe (22. října 2020 – současnost)